# Vipperød
Vipperød – miasto w Danii, w regionie Zelandia, w gminie Holbæk.